# Chelsea Surpris
Chelsea Ariane Surpris (* 20. Dezember 1996 in Crowley, Texas) ist eine in den USA geborene haitianische Fußballspielerin.

## Karriere

### Klub
In ihrer Jugend spielte sie bei Dallas Sting und später in der Universitätsmannschaft Texas Longhorns. Ihre erste Station im Profi-Bereich war, nachdem sie in der Pre-Saison bei den Chicago Red Stars dabei war, dann der FC Dallas, für den sie in der Saison 2019 zu sieben Einsätzen in WPSL kam. Im Juni 2020 wechselte nach Frankreich, wo sie sich dem Zweitligisten Montauban FC anschloss. Von dort wechselte sie wiederum aber bereits im November des Jahres schon wieder zu ASJ Soyaux, bei dem sie nun auch in der D1 spielte. In der Saison 2021 spielte sie dann nun bei FF Yzeure, mit welchem sie das Finales des Coupe de France der Saison 2021/22 erreichte. Hier unterlag sie mit ihrer Mannschaft am Ende mit 0:8 Paris Saint-Germain. Seit der Saison 2022/23 spielt sie bei Grenoble Foot 38.

### Nationalmannschaft
Erste Einsätze in Auswahl-Mannschaften hatte sie erst für die USA, wo sie in die U-20 berufen wurde. Ihr Debüt in der A-Nationalmannschaft von Haiti hatte sie dann sogar am 28. Januar 2020 während der Olympiaqualifikation gegen die USA.

### Trainer
Ende 2019 war sie bereits einmal auf der Position eines Co-Trainers bei dem Universitätsteam Louisiana Ragin' Cajuns.